# Совёр, Жозеф
Жозеф Совёр (фр. Joseph Sauveur; 24 марта 1653, Ла-Флеш — 9 июля 1716, Париж) — французский математик и акустик.

## Биография
С рождения Совёр был глух и до семи лет нем. Ещё в детстве проявил одарённость в области математики. С 1670 года преподавал в Париже, а в 1681 году стал ассистентом французского физика Эдма Мариотта. Именно тогда начал проводить опыты в области слуховых явлений. С 1686 года был профессором математики Парижской коллегии.
В 1686 году был принят в Королевскую академию наук и стал её членом. Совёр первым предложил способ определения числа колебаний звука с помощью биений, первым объяснил феномен обертонов, основываясь на исследованиях Марена Мерсенна. Ввел понятие «основной тон» для изучения принципов гармонии и игры на органе.

## Сочинения
- Collected writings on musical acoustics (Paris 1700—1713). Fascimile ed., introduction in English by Rudolf Rasch. Utrecht: Diapason Press, 1984, 279p. ISBN 90-70907-07-0.